# راز گناهکار
راز گناهکار، دوباره تو را دیدم یا من یک راز دارم (کره‌ای: 다시 만난 너) مجموعه اینترنتی ساخت کره جنوبی است که از ۸ سپتامبر ۲۰۱۹ تا ۱۷ اکتبر ۲۰۱۹ پخش شد. داستان این مجموعه دربارۀ یک دانش‌آموز ۱۷ ساله و اتفاقاتی که در دبیرستان برای او و دوستانش رخ می‌دهد است.

## خلاصه داستان
شخصیت اصلی، وو جی-سو، که در دوران راهنمایی به شدت مورد آزار و اذیت قرار گرفته، برای اولین‌بار گذشتۀ دردناک و رازهای خود را برای دوستی به نام سو می-جی که به‌طور اتفاقی او را در یک آکادمی می‌بیند، تعریف می‌کند. با این حال، وقتی میجی که همه رازهای او را می‌داند، به همان مدرسه منتقل می‌شود، جیسو سردرگم می‌شود و با ظاهر شدن میجی، شکاف‌هایی در روابط او با دوستانش ظاهر به‌وجود می‌آید.

## بازیگران

### نقش اصلی
- کیم نو-ری در نقش وو جی-سو
- کیم سو-یون در نقش سو می-جی
- لی جین-سول در نقش هاداسوم
- جونگ سو-بین در نقش جو آه-سونگ
- کیم مین-چول در نقش لی یو-جه
- مینامی لی-هو در نقش لی-هو
- کیم هه-وون در نقش کانگ آه-را